# Malgassophlebia westfalli
Malgassophlebia westfalli – gatunek ważki z rodziny ważkowatych (Libellulidae).